# 2458 Венякаверін
2458 Венякаверін (2458 Veniakaverin) — астероїд головного поясу, відкритий 11 вересня 1977 року.
Тіссеранів параметр щодо Юпітера — 3,197.
Названий на честь радянського письменника Веніаміна Каверіна (Веніаміна Олександровича Зільбера, 1903—1989), лауреата Державної премії СРСР (1946).